# Rajdowe Samochodowe Mistrzostwa Polski 1978
Ten artykuł dotyczy sezonu 1978 Rajdowych Samochodowych Mistrzostw Polski.

## Kalendarz[1]
| Runda | Data             | Nazwa rajdu                 | Baza rajdu | Nawierzchnia  | Zwycięzca        | Raport |
| 1     | 8-9 kwietnia     | 5. Rajd "Stomil" Rzeszowski | Rzeszów    | asfalt        | Jerzy Landsberg  | Wyniki |
| 2     | 21-22 kwietnia   | 3. Rajd Krakowski "Krokusy" |            | asfalt        | Jerzy Landsberg  | Wyniki |
| 3     | 13-14 maja       | 7. Rajd Elmot               | Świdnica   | asfalt/śnieg  | Maciej Stawowiak | Wyniki |
| 4     | 22-24 września   | 27. Rajd Wisły              |            | asfalt        | Błażej Krupa     | Wyniki |
| 5     | 7-8 października | 16. Rajd Warszawski         | Warszawa   | asfalt/szuter | Maciej Stawowiak | Wyniki |

1. ↑  Zwycięzcą klasyfikacji generalnej 16 Rajdu Warszawskiego był Belg Gilbert Staepelaere, Maciej Stawowiak nieliczony w klasyfikacji generalnej, wygrał klasyfikację RSMP

## Klasyfikacja generalna kierowców[1]
Punkty w klasyfikacji generalnej RSMP przyznawano za 15 pierwszych miejsc według systemu: 25-21-18-15-12-10-9-8-7-6-5-4-3-2-1. Wyniki pierwszych ośmiu kierowców:
| Poz. | Kierowca                 | RZE | KRA | ELM | WIS | WAR | Suma pkt |
| ---- | ------------------------ | --- | --- | --- | --- | --- | -------- |
| 1    | Jerzy Landsberg          | 1   | 1   |     | 2   | 3   | 89       |
| 2    | Błażej Krupa             | 3   | NU  | 2   | 1   | 2   | 85       |
| 3    | Tomasz Ciecierzyński     | 2   | 2   | NU  | 4   | 4   | 72       |
| 4    | Maciej Stawowiak         |     | 3   | 1   |     | 1   | 68       |
| 5    | Wiktor Polak             | 4   | 4   | 3   | ?   | 6   | 58       |
| 6    | Jeremi Doria-Dernałowicz | 12  | 6   | 8   | 6   | 7   | 41       |
| 7    | Ryszard Plucha           | 5   | 13  | 5   | 5   | NU  | 39       |
| 8    | Andrzej Witkowicz        | 6   | 7   | 10  | 10  | 12  | 35       |

| Kolor     | Opis                   |
| --------- | ---------------------- |
| Złoty     | Zwycięzca              |
| Srebrny   | 2. miejsce             |
| Brązowy   | 3. miejsce             |
| Zielony   | Punktowane miejsce     |
| Niebieski | Ukończył nie punktował |
| Fioletowy | Nie ukończył NU        |
| Czarny    | Wykluczony X           |
| Biały     | Nie wystartował NW     |
| Puste     | Nie brał udziału       |

| Poz. | Kierowca                 | RZE | KRA | ELM | WIS | WAR | Suma pkt |
| ---- | ------------------------ | --- | --- | --- | --- | --- | -------- |
| 1    | Jerzy Landsberg          | 1   | 1   |     | 2   | 3   | 89       |
| 2    | Błażej Krupa             | 3   | NU  | 2   | 1   | 2   | 85       |
| 3    | Tomasz Ciecierzyński     | 2   | 2   | NU  | 4   | 4   | 72       |
| 4    | Maciej Stawowiak         |     | 3   | 1   |     | 1   | 68       |
| 5    | Wiktor Polak             | 4   | 4   | 3   | ?   | 6   | 58       |
| 6    | Jeremi Doria-Dernałowicz | 12  | 6   | 8   | 6   | 7   | 41       |
| 7    | Ryszard Plucha           | 5   | 13  | 5   | 5   | NU  | 39       |
| 8    | Andrzej Witkowicz        | 6   | 7   | 10  | 10  | 12  | 35       |

| Kolor     | Opis                   |
| --------- | ---------------------- |
| Złoty     | Zwycięzca              |
| Srebrny   | 2. miejsce             |
| Brązowy   | 3. miejsce             |
| Zielony   | Punktowane miejsce     |
| Niebieski | Ukończył nie punktował |
| Fioletowy | Nie ukończył NU        |
| Czarny    | Wykluczony X           |
| Biały     | Nie wystartował NW     |
| Puste     | Nie brał udziału       |

Podział samochodów startujących w RSMP na grupy według regulaminów FIA:
- Grupa I - Seryjne samochody turystyczne. Produkowane w ilości co najmniej 5000 egzemplarzy w ciągu 12 miesięcy. Prawie całkowity zakaz przeróbek mających na celu poprawienie osiągów samochodu. Jeśli pojemność silnika przekraczała 1000 cm3, samochód tej grupy musiał mieć co najmniej 4 miejsca.
- Grupa II - Specjalne samochody turystyczne. Wyprodukowane musiały być w ilości co najmniej 2500 egzemplarzy w ciągu 12 miesięcy. Dozwolony duży zakres przeróbek poprawiających osiągi pojazdu. Ciężar minimalny pojazdu został ograniczony dla poszczególnych klas.
- Grupa III - Seryjne samochody GT. Pojazdy co najmniej dwumiejscowe, produkowane w ilości co najmniej 1000 sztuk w ciągu 12 miesięcy. Ograniczenia przerobek i modyfikacji takie same jak w grupie I.
- Grupa IV - Specjalne samochody GT. Warunkiem homologacji było wyprodukowanie co najmniej 400 egzemplarzy w ciągu 24 miesięcy. Dozwolone przeróbki takie jak w grupie II. Ciężar minimalny pojazdu został ograniczony dla poszczególnych klas.

Grupy podzielone były na klasy w zależności od pojemności skokowej silnika:
- klasa 1 - do 500 cm3
- klasa 2 - do 600 cm3
- klasa 3 - do 700 cm3
- klasa 4 - do 850 cm3
- klasa 5 - do 1000 cm3
- klasa 6 - do 1150 cm3
- klasa 7 - do 1300 cm3
- klasa 8 - do 1600 cm3

Oprócz tego w RSMP istniała klasa markowa Polskich Fiatów 126p gr. I.
W klasach przyznawano punkty za 6 pierwszych miejsc według systemu: 9-6-4-3-2-1.

### Grupa IV[1]
| Msc | Kierowca             | Samochód                                     | Punkty |
| --- | -------------------- | -------------------------------------------- | ------ |
| 1   | Jerzy Landsberg      | Opel Kadett GTE                              | 36     |
| 2   | Tomasz Ciecierzyński | Polski Fiat 125p 1800 Akropolis/1600 MC/2000 | 24     |
| 3   | Wiktor Polak         | Renault 12 Gordini                           | 20     |

### Grupa II klasa 8[1]
| Msc | Kierowca        | Samochód              | Punkty |
| --- | --------------- | --------------------- | ------ |
| 1   | Błażej Krupa    | Renault 5 Alpine      | 36     |
| 2   | Andrzej Radecki | Polski Fiat 125p 1500 | 24     |
| 3   | Ryszard Plucha  | Polski Fiat 125p 1500 | 17     |

### Grupa II klasa 7[1]
| Msc | Kierowca        | Samochód              | Punkty |
| --- | --------------- | --------------------- | ------ |
| 1   | Wacław Janowski | Fiat 128 Sport SL     | 37     |
| 2   | Juliusz Szulc   | Polski Fiat 125p 1300 | 27     |
| 3   | Bogumił Targosz | Polski Fiat 125p 1300 | 18     |

### Grupa II klasa 1-3[1]
| Msc | Kierowca        | Samochód         | Punkty |
| --- | --------------- | ---------------- | ------ |
| 1   | Witold Kołder   | Trabant 601      | 27     |
| 2   | Tomasz Barański | Polski Fiat 126p | 25     |
| 3   | Andrzej Lubiak  | Polski Fiat 126p | 18     |

### Grupa I klasa 8[1]
| Msc | Kierowca                 | Samochód              | Punkty |
| --- | ------------------------ | --------------------- | ------ |
| 1   | Jeremi Doria-Dernałowicz | Polski Fiat 125p 1500 | 33     |
| 2   | Marek Karczewski         | Polski Fiat 125p 1500 | 21     |
| 3   | Jerzy Kobyliński         | Polski Fiat 125p 1500 | 21     |

### Grupa I klasa 7[1]
| Msc | Kierowca          | Samochód               | Punkty |
| --- | ----------------- | ---------------------- | ------ |
| 1   | Andrzej Witkowicz | Fiat 128 Coupe 3 porte | 36     |
| 2   | Kazimierz Jaromin | Fiat 128 Coupe 3 porte | 19     |
| 3   | Jerzy Bachtin     | Fiat 128 Rallye        | 12     |

### Grupa I klasa 3-4[1]
| Msc | Kierowca          | Samochód                        | Punkty |
| --- | ----------------- | ------------------------------- | ------ |
| 1   | Andrzej Wodziński | Autobianchi A 112 Abarth        | 29     |
| 2   | Andrzej Koper     | Zastava 1100p/Fiat 128 Sport SL | 25     |
| 3   | Andrzej Bachowski | Fiat 127                        | 16     |

### Grupa I klasa Polski Fiat 126p[1]
| Msc | Kierowca      | Samochód         | Punkty |
| --- | ------------- | ---------------- | ------ |
| 1   | Janusz Szerla | Polski Fiat 126p | 31     |
| 2   | Marcin Zoll   | Polski Fiat 126p | 20     |
| 3   | Marek Ryndak  | Polski Fiat 126p | 15     |

### Klasyfikacja pilotów[1]
| Msc | Kierowca         | Samochód         | Punkty |
| --- | ---------------- | ---------------- | ------ |
| 1   | Piotr Mystkowski | Renault 5 Alpine | ?      |

### Puchar Motoru[1]
| Msc | Kierowca                 | Samochód              | Punkty |
| --- | ------------------------ | --------------------- | ------ |
| 1   | Jeremi Doria-Dernałowicz | Polski Fiat 125p 1500 | ?      |

### Klasyfikacja zespołowa[1]
| Msc | Zespół                  | Punkty |
| --- | ----------------------- | ------ |
| 1   |                         |        |
| 2   | Automobilklub Krakowski | ?      |